# النواة ثنائية الشكل الجنسي
النواة ثنائية الشكل الجنسي (SDN) هي عنقود بيضوي الشكل محتوي على مجموعة كثيفة من الخلايا الكبيرة الموجودة في الباحة أمام التصالبة البصرية الإنسية (بّي أو إيه) لمنطقة تحت المهاد، إذ يُعتقد أنها مرتبطة مع السلوك الجنسي لدى الحيوانات. لُوحظ مرارًا أن هذه النوى ثنائية الشكل الجنسي أكبر للغاية عند الذكور مقارنة بالإناث بالنسبة إلى جميع أنواع الثدييات المدروسة حتى الآن. لدى الإنسان، ثبت أن النوى ثنائية الشكل الجنسي لدى الذكور أكبر 2.2 مرة مقارنة بنظيرتها لدى الإناث، بالإضافة إلى احتوائها عدد خلايا أكبر 2.1 مرة من الإناث. تتخذ النوى ثنائية الشكل الجنسي مظهرًا متطاولًا لدى الإناث ومدورًا أكثر لدى الذكور. لم يُلاحظ وجود أي فروقات جنسية فيما يتعلق بالكثافة الخلوية أو متوسط قطر نوى الخلايا لدى الإنسان. يتضاءل حجم الخلايا وعددها في النوى ثنائية الشكل الجنسي لدى الإنسان بشكل كبير مع التقدم في العمر، إلا أن هذا التضاؤل في عدد الخلايا مرتبط بالجنس والعمر. بالنسبة للذكور، لُوحظ حدوث تضاؤل معتبر في عدد الخلايا الموجودة في النوى ثنائية الشكل الجنسي لدى الإنسان في عمر 50-60 سنة. حدث الموت الخلوي بشكل أكثر شيوعًا لدى الإناث مقارنة بالذكور، وخاصة بين النساء فوق سن 70 سنة. قد يتضاءل عدد الخلايا الموجودة في النوى ثنائية الشكل الجنسي لدى الإناث إلى 10-15% من عددها الملاحظ في مراحل الطفولة المبكرة.
تتوزع النوى ثنائية الشكل الجنسي والبنى النديدة لها على نطاق واسع في دماغ الإنسان، والثدييات وغيرها من الحيوانات، بما في ذلك:
- النواة الخلالية الثالثة من تحت المهاد الأمامي (آي إن إيه إتش 3) لدى البشر؛
- نواة الأغنام ثنائية الشكل الجنسي (أو إس دي إن) في الباحة أمام التصالبة البصرية الإنسية / تحت المهاد الأمامي (إم بّي أو إيه / إيه إتش) لدى الأغنام؛[3]
- النواة ثنائية الشكل الجنسي في الباحة أمام التصالبة البصرية (إس دي إن – بّي أو إيه) لدى الجرذان؛
- النواة تحت المهادية الأمامية (إيه إتش دي سي) لدى قرد المكاك؛
- منطقة محددة من النواة أمام التصالبة البصرية الإنسية (بّي أو إم) لدى طائر السمان، إلخ.[4][5]

## النواة ثنائية الشكل الجنسي في الباحة أمام التصالبة البصرية الإنسية

### تشكل «إس دي إن» وتنظيمها في الباحة أمام التصالبة البصرية الإنسية

#### فروقات «إس دي إن» الجنسية الناجمة عن التعرض للتستوستيرون (مرحلة قبل الولادة)
تسبب الهرمونات تعديلات عديدة في حجم «إس دي إن» في الباحة أمام التصالبة البصرية الإنسية، بما في ذلك التستوستيرون الذي يُعتبر الأكثر أهمية بينها. يرتبط حجم «إس دي إن» الأكبر لدى الذكور مع التركيز الأعلى للتستوستيرون الجنيني لدى الذكور مقارنة بالإناث. بالإضافة إلى ذلك، تشير الدلائل إلى عمل التستوستيرون خلال فترة معينة قبل الولادة لتنظيم تطور العصبونات المسؤولة عن التعبير عن الأروماتاز إلى النوى ثنائية الشكل الذكورية النمطية (يتحول التستوستيرون إلى إستروجين بواسطة الأروماتاز). يظهر أثر التستوستيرون أيضًا من خلال تأثير وضع الجنين داخل الرحم على مورفولوجيا «إس دي إن – بّي أو إيه». أظهرت الدراسات امتلاك ذكور الجرذان المحمولة بين جنينين من الذكور (2 إم) حجمًا أكبر بمرتين من «إس دي إن – بّي أو إيه» مقارنة بتلك المحمولة بين جنينين من الإناث (2 إف). في الوقت نفسه، ثبت أن مستويات التستوستيرون، بالإضافة إلى مستويات 17β- إستراديول (أحد نواتج التستوستيرون)، أكبر بشكل معتبر لدى ذكور «2 إم» مقارنة بذكور «2 إف» في اليوم الحملي 21 (يمكن نقل التستوستيرون من الأجنة الذكور المجاورة إلى الجرذان الهدف). مع ذلك، فشلت الأدلة في إثبات وجود أي علاقة بين حجم «إس دي إن» والوضع الجنيني الأنثوي.

#### فروقات حجم «إس دي إن» الجنسية الناجمة عن الاستماتة (مرحلة بعد الولادة)
بالاستناد إلى بعض دراسات، ترتبط الاختلافات في حجم «إس دي إن» بين الذكور والإناث مع عملية الاستماتة خلال مرحلة التطور المبكرة بعد الولادة. يُعتبر التقسيم المركزي للنواة أمام التصالبة البصرية الإنسية «إم بّي إن سي» أحد المكونات الهامة في «إس دي إن – بّي أو إيه» لدى الفئران، وأظهرت الدلائل امتلاك الإناث لعدد أكبر من خلايا الاستماتة داخل «إم بّي إن سي» مقارنة بالذكور في الفترة الممتدة بين اليومين 7 و10 بعد الولادة (بّي دي). في «إم بّي إن سي»، أظهرت مستويات بعض البروتينات، التي ترتبط مع الاستماتة، اختلافات كبيرة بين الذكور والإناث. تشمل مثل هذه البروتينات «بي سي إل - 2» وباكس. يُعد «بي سي إل - 2» أحد البروتينات المضادة للاستماتة. ترتفع مستويات «بي سي إل - 2» في الجرذان الذكور «بّي دي 8» بشكل كبير لدى الجرذان الذكور مقارنة بالجرذان الإناث من العمر نفسه، بالتالي فإن عدد خلايا الاستماتة «إم بّي إن سي» في الجرذان الذكور «بّي دي 8» أقل بكثير من الجرذان الإناث «بّي دي 8». من جهة أخرى، يظهر باكس، بروتين محفز للاستماتة، مستويات منخفضة لدى الجرذان الذكور «بّي دي 8» مقارنة بالإناث «بّي دي 8». بالإضافة إلى ذلك، لُوحظ ارتفاع عدد خلايا كاسباس -3- آي آر النشطة لدى الإناث مقارنة بالذكور، ما يشير إلى مستويات أعلى من الاستماتة لدى «إم بّي إن سي» الأنثوية.
تحدث الاستماتة أيضًا في النواة المحيطة بالبطين الأمامية (إيه في بّي في)، التي تُعتبر بدورها منطقة ثنائية الشكل الجنسي وتقع في المنطقة الرمادية المحيطة بالبطين في النهاية المنقارية للبطين الثالث. بعكس «إس دي إن – بّي أو إيه»، يظهر «إيه في بّي في» حجمًا أكبر لدى الإناث منه لدى الذكور. ثبت أن مستويات «بي سي إل - 2» في «إيه في بّي في» مرتفعة بينما تنخفض مستويات باكس لدى الإناث مقارنة بالذكور، أي بشكل معاكس لحالة «إم بّي إن سي». كما يتضح من هذه الحالتين، تلعب استماتة الخلايا دورًا هامًا للغاية في تشكل النواة ثنائية الشكل الجنسي، ويرتبط عدد خلايا الاستماتة داخل «إس دي إن» سلبًا مع حجم «إس دي إن» بين الجنسين.

### دور «إس دي إن» في التحكم في السلوكيات الجنسية لدى الذكور
يمكن تقسيم السلوكيات الجنسية لدى الذكور إلى مرحلتين اثنتين: المرحلة الترغبية، التي تحتوي على تسلسلات عالية متنوعة من السلوكيات مثل الجذب والتودد، والمرحلة المتممة، التي تتميز بحدوث سلوكيات الجماع النمطية للغاية. تُعتبر الباحة أمام التصالبة البصرية الإنسية في الدماغ مسؤولة عن التحكم في سلوك الجماع الذكوري والسلوك الجنسي الترغبي الذكوري على حد سواء. ثبت أن الآفات الكبيرة الناشئة في «إس دي إن – بّي أو إيه» من شأنها إحداث اضطرابات في سلوك الجماع لدى الجرذان. علاوة على ذلك، أظهرت دراسة على النواة أمام التصالبة البصرية الإنسية (بّي أو إم) لدى طيور السمان (التي تمثل بنية نديدة للنواة أمام التصالبة البصرية الإنسية لدى الجرذان) أن تنشيط سلوكيات الجماع الذكورية بحاجة إلى عملية أرمتة الأندروجين (التستوستيرون) إلى إستروجين (17β- إستراديول). بشكل مماثل للنواة ثنائية الشكل الجنسي في الباحة أمام التصالبة البصرية، تُعتبر العصبونات المسؤولة عن التعبير عن الأروماتاز علامة مميزة للحدود النووية للباحة أمام التصالبة البصرية الإنسية لدى طيور السمان. ترتبط شدة سلوك الجماع لدى الذكور إيجابًا مع عدد العصبونات المسؤولة عن التعبير عن الأروماتاز في الجزء الذيلي من «بّي أو إم».
تتحكم الباحة أمام التصالبة البصرية الإنسية أيضًا بشكل جزئي في السلوكيات الترغبية إذ تظهر الفئران معطلة الأروماتاز عجزًا في التحفيز الجنسي. مع ذلك، تتعرض السلوكيات الترغبية لاضطرابات عديدة نتيجة الآفات الناشئة في الجزء المنقاري من الباحة أمام التصالبة البصرية الإنسية وليس في الجزء الذيلي. تؤدي آفات الجزء المنقاري من الباحة أمام التصالبة البصرية الإنسية أيضًا إلى تضاؤل تفضيل الإناث لدى ذكور الفئران. علاوة على ذلك، أظهرت الدراسات الديالية على الجسم الحي ارتفاع مستوى الدوبامين خارج الخلوي في «إم بّي أو إيه» مع زيادة تقدم التسلسلات الترغبية الجنسية. يمكن تأكيد دور «إم بّي أو إيه» في التحكم في السلوكيات الجنسية الترغبية أيضًا من خلال التعديلات الدوائية على النظام الدوباميني فيها. لدى الجرذان، تتسبب الآفات الناشئة في «إم بّي أو إيه» في زوال سلوك الجماع لكن يقتصر تأثيرها على تراجع السلوك فيما يتعلق بالسلوكيات الترغبية، ما يشير إلى وجود دور لأجزاء أخرى من الدماغ، بخلاف «إم بّي أو إيه»، في التحكم في السلوك الترغبي الجنسي.